# Portada/article febrer 20

## Guerra de Creta
La guerra de Creta o guerra cretenca (205 aC – 200 aC) va ser lliurada, per una banda, pel rei Filip V de Macedònia, la Lliga Etòlia, diverses ciutats cretenques –especialment Olunt (actual Elunda) i Hieràpitna (actual Ieràpetra)– i pirates espartans i, per l'altra, les forces de Rodes i, més tard, Àtal I de Pèrgam, Bizanci, Cízic, Atenes i Cnossos.